# Vukašin Brajić

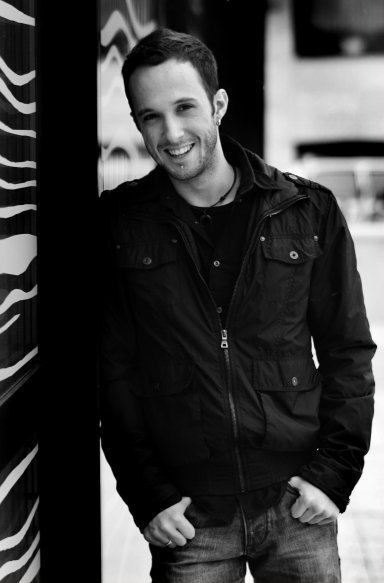
Vukašin Brajić

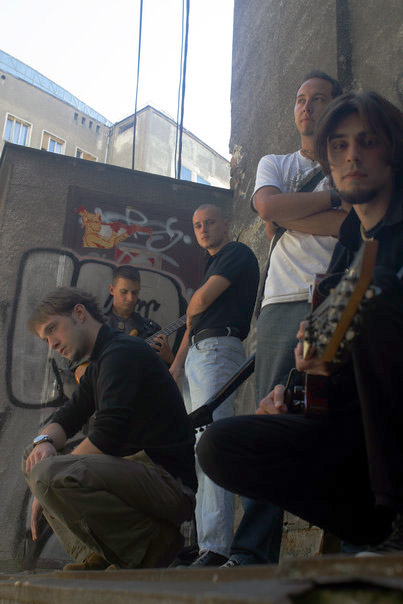
Affect

Vukašin Brajić, Vuki bzw. Wookee, (* 9. Februar 1984 in Sanski Most, SFR Jugoslawien; heute Bosnien und Herzegowina) ist ein bosnisch-serbischer Pop-/Rockmusiker, der durch die Castingshow Operacija Trijumf bekannt wurde.
Er vertrat Bosnien und Herzegowina beim Eurovision Song Contest 2010 in Oslo mit dem Lied Thunder and Lightning.

## Kindheit und musikalische Anfänge
Vukašin wurde als ältestes Kind von Simeun und Dušanka Brajić geboren. Er hat zwei jüngere Geschwister, Nenad und Nevena. Während des Bosnienkrieges floh seine Familie nach Serbien. Dort ließen sie sich zunächst in Mali Požarevac bei Sopot nieder, wo sie ein Jahr lang lebten. Im Anschluss zog die Familie Brajić nach Čačak, wo sie noch heute lebt.
In Čačak absolvierte Brajić auch die Grundschule sowie im Anschluss das Gymnasium. Ab der dritten Klasse besuchte er auch die Musikschule. Während der Schulzeit sang er im Chor, lernte in der Tanzschule "Luna" tanzen und war Mitglied des Theaterclubs seiner Schule.
Mit 19 zog er von Čačak nach Negotin, besuchte eine Akademie für angehende Lehrer und spielte in der Metalband Affect. Der Erfolg der Band blieb allerdings aus, dennoch brach er 2007 sein Studium ab und zog nach Belgrad, um seine musikalische Karriere voranzutreiben. Dort ließ er mit seiner Band eine Promo-Single produzieren, doch auch damit gelang kein Erfolg, sodass man sich Ende 2007 trennte. Vukašin Brajić indes versuchte sich mit Marko Marić im Duo Lucky Luke.

## Operacija Trijumf
Vukašins Teilnahme an Operacija Trijumf, der vom serbischen Fernsehsender B92 veranstalteten Ausgabe von Fame Academy mit Teilnehmer aus den Staaten des westlichen Balkans (ohne Albanien), begann damit, dass sein damaliger Mitbewohner ihm sagte, dass die Castingshow in seiner Stadt sei. Er nahm von seinem verbliebenen Geld Gesangsunterricht. Die Show begann am 29. September 2008. Er kam bis ins Finale und erreichte dort mit ca. 330.000 Stimmen den zweiten Platz hinter Sieger Adnan Babajić. Brajić vertrat bei der Operacija Trijumf die Republika Srpska.
Während der Sendung stach Vukašin vor allem durch seine Performanceleistungen heraus, was ihm viel Lob von der Jury einbrachte. Da die Veranstaltung in allen ehemaligen jugoslawischen Staaten übertragen wurde, war es auch wichtig, dass sich die Zuschauern aus allen teilnehmenden Ländern mit identifizieren konnten. Manche bezeichneten ihn sogar als „Mann, der alle Staaten des ehemaligen Jugoslawien wiedervereinigte“.

### Auftritte bei Operacija Trijumf
| Auftrittsnummer | Titel                                                                 | Art des Auftritts                                                                      | Originalinterpret                         |
| --------------- | --------------------------------------------------------------------- | -------------------------------------------------------------------------------------- | ----------------------------------------- |
| 1               | Kada padne noć/Enter Sandman                                          | Duett mit Ivana Nikodijević                                                            | Riblja Čorba/Metallica                    |
| 2               | Zažmuri/Kiselina                                                      | Duett mit Nikola Sarić                                                                 | Bajaga i Instruktori/Van Gogh             |
| 3               | Supermen                                                              | Duett mit Igor Cukrov                                                                  | Dino Merlin und Željko Joksimović         |
| 4               | Apologize                                                             | Duett mit Sonja Bakić                                                                  | OneRepublic                               |
| 5               | Kids                                                                  | Duett mit Ana Bebić                                                                    | Kylie Minogue und Robbie Williams         |
| 6               | Da mi je biti morski pas/Ja volim samo sebe                           | Duett mit Nikola Sarić                                                                 | Metak/Psihomodo Pop                       |
| 7               | Klatno                                                                | Einzelauftritt                                                                         | Van Gogh                                  |
| 8               | Highway to Hell Himna OT (a cappella version)                         | Einzelauftritt gemeinsamer Auftritt mit allen Teilnehmern                              | AC/DC                                     |
| 9               | More Than Words Are You Gonna Go My Way Himna OT (rock version)       | Einzelauftritt Duett mit Đorđe Gogov gemeinsamer Auftritt mit allen Teilnehmern        | Extreme Lenny Kravitz                     |
| 10              | Kreni prema meni Help!/ A Hard Day’s Night                            | Einzelauftritt gemeinsamer Auftritt mit allen männlichen Teilnehmern                   | Partibrejkers The Beatles                 |
| 11              | Smells Like Teen Spirit Balkan We Will Rock You, We Are the Champions | Einzelauftritt Duett mit Nikola Sarić mit A. Bebić, S. Bakić, N. Sarić und D. Pavlović | Nirvana Azra Queen                        |
| 12              | Nothing Else Matters Svet tuge Mi plešemo/Maljčiki                    | Einzelauftritt Duett mit Sonja Bakić mit Igor Cukrov und Ana Bebić                     | Metallica Negativ Prljavo Kazalište/Idoli |
| 13              | Godine prolaze With or Without You                                    | Einzelauftritt Duett mit Igor Cukrov                                                   | Parni Valjak U2                           |
| Halbfinale      | Ugasi me Angels                                                       | Duett mit Aki Rahimovski Einzelauftritt                                                | Parni Valjak Robbie Williams              |
| Finale          | Live and Let Die Easy More Than Words Highway to Hell                 | gemeinsamer Auftritt mit allen Finalisten Einzelauftritt                               | Guns N’ Roses Commodores Extreme AC/DC    |

## Erfolg mit OT Bend
Der zweite Platz bei der Casting-Show verschaffte dem Sänger einen Platz in der Retortenband OT Bend, zu der auch seine ehemaligen Kontrahenten bei Operacija Trijumf, Nikola Paunović, Nikola Sarić und Đorđe Gogov gehören. Die Band veröffentlichte ein Album und gab mehrere Konzerte. Einen besonderen Höhepunkt stellte ein Auftritt am 23. Februar 2009 dar, bei OT Bend ein Konzert des britischen Folk-Musikers James Blunt vor 2.000 Fans in Belgrad eröffneten.
OT Bend bewarben sich 2009 mit dem Rocksong Blagoslov za kraj(dt. etwa: Segen am Ende) beim serbischen Vorentscheid für den Eurovision Song Contest, genannt Beovizija. Mit der Sängerin Katarina „Kaja “Ostojić als Unterstützung trat das Quartett an, scheiterte jedoch knapp: Zwar erhielten die Vier beim Televoting die meisten Stimmen, wurden jedoch von der Jury so negativ bewertet, dass sie nur auf Platz zwei landeten.
Danach erhielt die Band verschiedene Auszeichnungen und tourte durch Europa. Unter anderem spielte man bei der Universiade 2009 in Belgrad vor rund 10.000 Menschen.

## Solo-Auftritt beim Eurovision Song Contest 2010
Am 11. Januar 2010 wurde angekündigt, dass Vukašin Brajić Bosnien-Herzegowina beim Eurovision Song Contest 2010 (ESC) in Oslo mit dem Song Thunder and Lightning von Edin-Dino Šaran vertreten wird. Einen Vorentscheid, wie in vielen Ländern üblich, gab es in Bosnien und Herzegowina nicht. Brajić wurde von einer Expertengruppe ausgesucht.
Die Wahl Brajićs zum Vertreter Bosniens rief in manchen Teilen der Bevölkerung Verwunderung hervor. Brajić ist zwar bosnischer Serbe, lebt aber von Kindheit an in Serbien, wo seine Musikerkarriere auch begründet ist. Er spricht und singt im ekavischem Dialekt, welcher für Serbien charakteristisch ist. Zuvor wurde sein Konkurrent Adnan Babajić, der bei der Operacija Trijumf als Sieger hervorging und Bosniake ist, als potentieller Vertreter Bosnien und Herzegowinas gehandelt. Babajić äußerte sich in der exjugoslawischen Presse zur Wahl Brajićs diesbezüglich mehrfach negativ.
Auch einige bosniakische Medien setzten sich ein, um Brajić zu diskreditieren. So forderte die bosniakische Presse die Diaspora auf, Vukašin beim Televoting zu sabotieren. Oft moniert wurde, dass seine Familie Bosnien und Herzegowina während der den Kriegsjahren verlassen hatte und nach Serbien geflohen ist, er serbischen Dialekt spricht und von der bosnischen Bevölkerung nicht als „Bosnier“, sondern als „Serbe“ wahrgenommen wird. Da Brajić jedoch sowohl die bosnische, sowie die serbische Staatsbürgerschaft besitzt, erfüllt er für beide Staaten, die Zulassungskriterien.
Für die EBU ist die Herkunft der Interpreten sowie Komponisten irrelevant. Den Teilnehmenden Sendern ist es jedoch freigestellt, nach welchem Verfahren die Teilnehmer ausgewählt werden. In der Regel achten einige Länder auf die Herkunft des Komponisten, da der Eurovision Song Contest ein Komponistenwettstreit ist.
Laut Marco Lambrecht vom NDR besitzt der Titel einen „rauen Charme“. Am 25. Mai 2010 trat Brajić in Oslo im ersten ESC-Halbfinale auf und erreichte das Finale, das am 29. Mai ausgetragen wurde. Dort belegte er mit 51 Punkten den 17. Platz. Die volle Punktzahl von 12 Punkten erhielt er dabei nur aus Serbien.

## Diskografie

### Singles mit der Band „OT“
- 2009: Blagoslov za kraj[20]
- 2009: Strpi se još malo
- 2009: Zaboravi feat. Karolina Gočeva

### Singles als Solokünstler
- 2010: Thunder and Lightning (Munja i grom)
- 2010: Od svega umoran (feat. Alogia)